# مقاطعة نورث سلوب بورو (ألاسكا)
مقاطعة نورث سلوب بورو (بالإنجليزية: North Slope Borough, Alaska)‏ هي إحدى مقاطعات ولاية ألاسكا في الولايات المتحدة. تأسست سنة 1972، بلغ عدد سكانها 9430 نسمة في عام 2010 حسب إحصاء مكتب تعداد الولايات المتحدة .

## وصلات خارجية
- www.north-slope.org
- United States Counties